# Kouboabo
Kouboabo est une petite ville du Togo située dans la préfecture de Bassar, dans la région de la Kara

## Géographie
Kouboabo est situé à environ 61 km de Kara.

## Vie économique
- Coopérative paysanne
- Réparation mécanique

## Lieux publics
- École primaire